# Corneromyces
Corneromyces is een geslacht van schimmels behorend tot de orde Boletales. In welke familie het geslacht behoort is nog niet zeker (incertae sedis).

## Soorten
Volgens de Index Fungorum bestaat het geslacht uit twee soorten (peildatum oktober 2020):
| Soortnaam              | Auteur(s)       | Publicatiejaar |
| ---------------------- | --------------- | -------------- |
| Corneromyces kinabalui | Ginns           | 1976           |
| Corneromyces murrillii | (Burt) Nakasone | 2015           |